# Llica
Llica es una localidad y municipio del sudoeste de Bolivia, capital de la provincia de Daniel Campos en el departamento de Potosí. Se encuentra a 180 km al oeste de Uyuni a una elevación de 3680 m s. n. m.
Se encuentra al norte del salar de Uyuni y al sudeste del salar de Coipasa, por lo que es muy frecuentada por el turismo. El pueblo, compuesto por casas de adobe, se venden artesanías y textiles en lana de llama y hay un pequeño Alojamiento Municipal. Está unida a la ciudad de Uyuni, a cuatro horas de distancia, por un servicio de autobús.

## Historia
Existen evidencias que hacen pensar que este pequeño pueblo existe desde hace más de 500 años, probablemente desde antes del descubrimiento de América, pues los indígenas del sudeste de la actual Bolivia establecían marcas dedicadas al cultivo de la papa, a fin de proveer comida a las caravanas que cruzaban el altiplano, y Llica aparece mencionada como una de tales marcas en el Chivo Libro, un testimonio de la revisita del Virrey Francisco Álvarez de Toledo a la región, que data de 1571.
El 26 de diciembre de 1949, se creó la provincia de Daniel Campos, separándose de la provincia de Nor Lípez, y se estableció a Llica como su capital.

## Geografía
El municipio de Llica limita al oeste con la República de Chile, al sur con el municipio de San Pedro de Quemes en la provincia de Nor Lípez, al este con el municipio de Tahua y al norte con los municipios de Coipasa y Salinas de Garci Mendoza, ambos en el departamento de Oruro.
El municipio presenta una fisiografía con presencia de volcanes y mesetas, con altitudes por encima de los 4.500 m s. n. m. El sector del Altiplano presenta grandes salares como el de Uyuni o el de Empexa, y pampas desérticas formadas por arcilla, arena y grava. De acuerdo a su hidrografía, corresponde a la cuenca endorreica del altiplano, subcuenca del Salar de Uyuni, con los ríos Sinalaco, Calo, Pulucha, Canquella, Barrancani, Cancoza, Ajsuri, Seco, San Antonio, Sacaya, Chuculucuri y Quebrada Salcama.
Los pisos ecológicos que presenta son tres: el de matorrales, que corresponde a la meseta altiplánica (3.600 a 4.200 m s. n. m.); el de praderas, que corresponde a la puna seca (4.200 a 4.900 m s. n. m.); y el que corresponde a las altas cumbres (mayores a 5.000 m s. n. m.). Su vegetación cuenta con pastos, cactáceas de gran tamaño, y bosquecillos de quehuiña y thola (amenazadas de extinción).
La precipitación anual es mínima con 150 mm y solo tiene una precipitación mensual significativa de alrededor de 50 mm en enero y febrero. La temperatura media anual ronda los 6 °C, los valores mensuales varían entre los 2 °C en julio y casi los 9 °C en enero y febrero. A lo largo del año hay frecuentes heladas.

## Demografía
De acuerdo con el censo boliviano de 2024, la población del municipio de Llica es de 4 150 habitantes.
La población del municipio aumentó aproximadamente un tercio entre 1992 y 2024, mientras que la población de la localidad ha estado sujeta a fluctuaciones significativas entre 1992 y 2012:
| Año  | Habitantes (municipio) | Habitantes (localidad) | Fuente |
| ---- | ---------------------- | ---------------------- | ------ |
| 1992 | 3.133                  | 874                    | Censo  |
| 2001 | 2.901                  | 553                    | Censo  |
| 2012 | 4.150                  | 845                    | Censo  |
| 2024 | 4.150                  |                        | Censo  |

## Transporte
La localidad de Llica está una distancia lineal de 260 kilómetros al oeste de Potosí, la capital del departamento homónimo.
Desde Potosí, la ruta troncal Ruta 5 recorre 208 kilómetros al suroeste hasta Uyuni, desde donde la ruta troncal Ruta 30, aún sin pavimentar, se bifurca en dirección norte y llega a Colchani después de 22 kilómetros. Desde allí, una pista conduce al noroeste sobre el Salar de Uyuni y llega a Llica después de 170 kilómetros.

## Atractivos turísticos

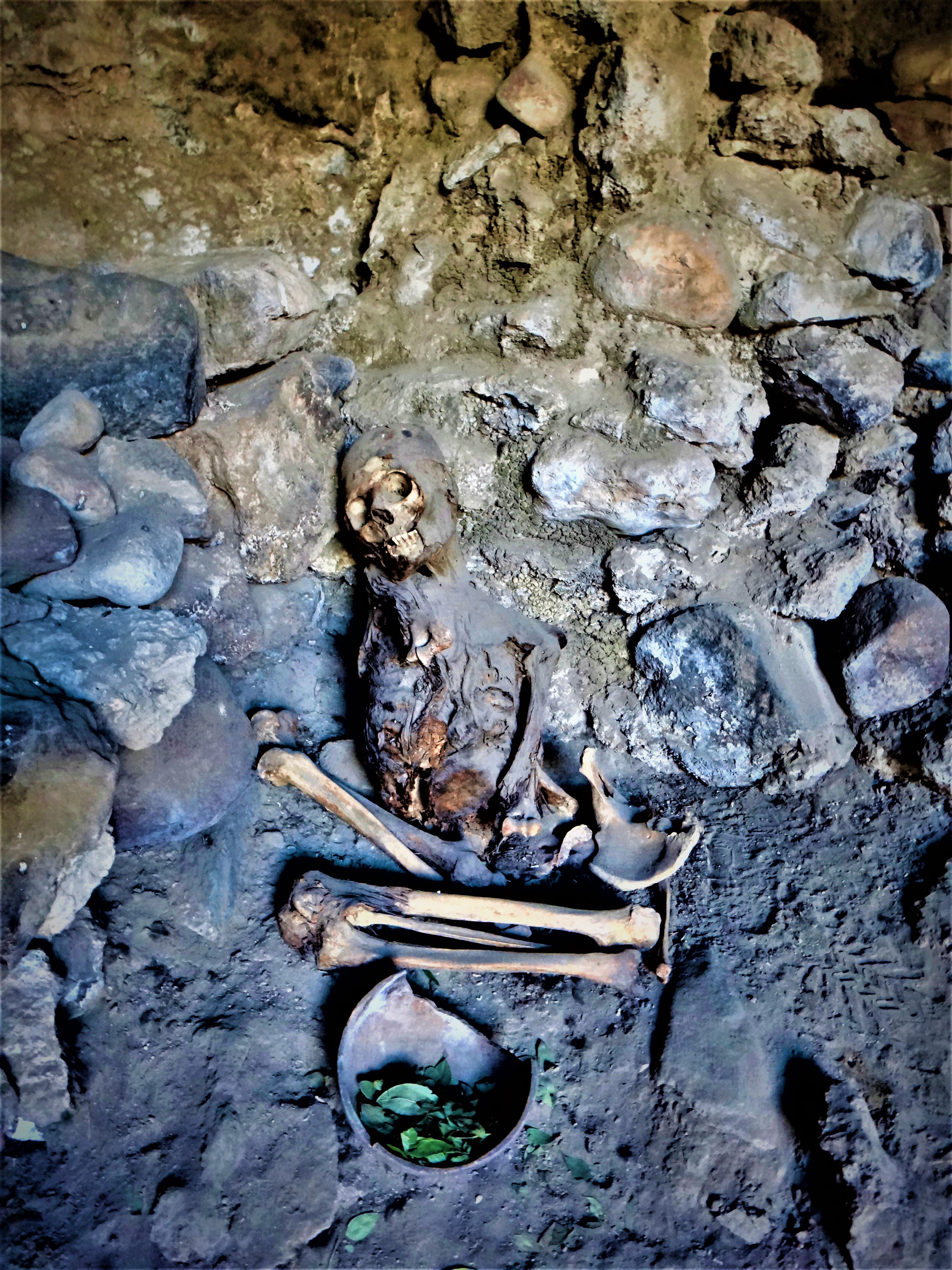
Momia en los Chullpares de Yani

Los principales atractivos turísticos de la localidad y alrededores son:
- Estancia de Tuca: Tuca es considerada la primera estancia construida antes del centro poblado de Llica. Se cuenta que un cura español, construyó una pequeña iglesia (aún se pueden ver restos de la planta de la iglesia) pero a causa de la incomunicabilidad con la población local existentes, decidió dejar el pueblo y por el frío dicen que se murió en el Salar. Hoy en día en Tuca existen dos casas de campesinos y los restos de la pequeña iglesia. Se ubica frente a una amplia planicie y por detrás, está reparado por las laderas de un cerro a donde se encuentran restos de chullpares. Cerca de la estancia de Tuca, se ubican dos grandes dunas de arena. Su importancia histórica se debe también al camino que recorrían los españoles trasladando la plata desde Potosí hasta las costas chilenas. El camino es visible desde el cerro de las chullpas de la estancia. Algunos pobladores todavía utilizan el mismo camino.
- Cráter de Ulo: Se presenta como un “Cráter de Impacto” es decir, una depresión causada por el impacto de un meteorito en la superficie terrestre. Esta depresión está rodeada por laderas en las cuales se pueden realizar caminatas y las alturas de estas laderas ofrecen un mirador natural muy interesante.
- Mirador y Azufrera “Bella Vista”: La Azufrera está ubicada camino a la cima del cerro Sillajuay, por lo cual se puede apreciar el trabajo de la azufrera misma (extracción, elaboración y embolsamiento del azufre para su comercialización), además el lugar se ofrece como mirador de la zona circunstante hasta el Salar de Uyuni.
- Aguas termales de Empexa: Son aguas termales con abundante agua caliente. La poza está ubicada en la quebrada del río, de manera que está protegida naturalmente. Al momento están en construcción un alojamiento con cinco cuartos y baños para la entrada a la poza de agua caliente. El sitio está totalmente aislado e inmergido en la naturaleza. La vegetación presente se caracteriza por tholares y pajonales. Se han registrado algunas especies de fauna como vizcachas, llamas, gatos andinos y aves de las cuales no se tienen un registro de las especies.
- Aguas termales Towa: Están ubicadas en una zona desértica del Municipio de Llica, las aguas calientes salen de dos ojos en medio de una pampa extendida. Según los habitantes las aguas tienen propiedades curativas y beneficiosas para el cuerpo. Al bañarse, añaden al agua plantas de Lampaya que ayuda a curar enfermedades relacionadas al reumatismo. Los habitantes dado el viento que caracteriza a la zona, han construido un pequeño refugio de piedra que protege una poza de agua.
- Chullpares de Yani: Sitio de varios Chullpares de mediana y pequeñas dimensiones de piedra, al que se accede caminando a través de un cañadón de distintas formas rocosas, tiene vista al Salar de Uyuni. No se tienen informaciones ciertas sobre los orígenes y la historia de los restos arqueológicos presentes. En el cañadón desde el cual se accede al chullperio, se han identificado huellas y heces de gato andino, vizcachas y aves de las cuales por su pequeño tamaño, no se han podido identificar. Donde se ubican las chullpas se pueden realizar investigaciones arqueológicas y antropológicas.
- Caltama mirador de los 4 Salares: El cerro Caltama, ha sido nombrado Mirador de los 4 Salares porque gracias a su ubicación y a su altura (4952 m s. n. m.), se pueden identificar los 3 salares bolivianos Uyuni, Empexa, Coipasa y el salar chileno Composa. Ofrece un espectáculo único que recompensa las fatigas de la subida a pie que en media se hace en cuatro horas. En el cerro Caltama se observan varias especies de flora, especies de cactus, tholares y pajonales.
- Quebrada de Calo: Calo se encuentra en una quebrada en el camino entre Canquella y Sinalaco. Es un interesante sitio porque gracias a los riegos de agua, se cultivan flores, frutas y legumbres, generando un microclima agradable en la zona. Se pueden observar los sistemas a terrazas de los diferentes cultivos. En la Quebrada de Calo se encuentran varias especies de flora que son cultivadas y que difícilmente se encuentran en las arideces del altiplano. Entre estas especies se han identificado árboles de fruta como ciruelos, rosas, lavanda entre otras. Además entre los productos de horticultura están habas y papas. En relación con la fauna se han identificado Vizcachas y aves pequeñas.
- Laguna Liviskota: La Laguna se encuentra en una planicie arenosa y se extiende hasta los pies de algunos cerros con bosques de cactus. En el área donde se extiende la laguna, se encuentra en las laderas de los cerros, bosques de cactus, columnares, en el pie de los montes la vegetación es sobre todo thola y pajonal. Entre las especies de fauna se han registrado flamencos y otras especies de aves, llamas y Vizcachas.
- Pinturas rupestres de Murmuntani: Representan figuras de animales y humanas dibujadas en la base de un pequeño cerro. No se tienen informaciones científicas propias sobre los orígenes de las pinturas. Las especies nativas del altiplano caracterizan el entorno de las pinturas, rupestres, thola y pajonales. Entre las especies de fauna se han observado llamas y pequeñas aves.
- Mirador Pukara: El Mirador Pukara se encuentra en el centro poblado de Huanaque en la cima de un cerro. La particularidad del mirador, además de ofrecer una amplia vista hacia el Salar, sus islas y los cerros en su alrededor como el Sapajo, y el Chinchilguaya, con sus 500 antiguas gradas (se habla de la época de los Gentiles), que llevan al mirador que se constituye por una estructura circular de piedras dividida en dos, la base que permite refugio y una pequeña terracita en la parte superior. El mirador fue construido por la comunidad de Huanaque y es administrado por ellos mismos, A la altura del mirador se encuentran chullpas que conservan bien su estructura. Las chullpas están dispuestas a lo largo del cerro y por su cantidad parecen formar una ciudad de chullpas.
- Centro poblado Huanaque: Huanaque es un centro poblado de pequeñas dimensiones con plantas y árboles que dan un agradable aspecto al pueblo que mantiene la típica estructura de los pueblos rurales del altiplano. En el centro poblado prevalecen árboles de Olmos, en las afueras del centro poblado se identifican tholares y pajonales prevalentemente.
- Chullpas de Huanaque: Las chullpas de Huanaque ubicadas a la altura del Mirador, ofrecen una buena posibilidad de entender la organización urbana de los antepasados porque se encuentran en buen estado y se desarrollan a lo largo del cerro conformando una pequeña ciudad de chullpas. Entre el Mirador Pukara y las chullpas se realiza un pequeño circuito que incluye la subida al cerro y la bajada hacia el pueblo.
- Museo de Huanaque: La comunidad de Huanaque construyó su propio museo que gestionan ellos mismos por rotación. En el museo se encuentran piezas antiguas como vajillas, flechas, esquilas “utensilios que usaban los antiguos” en el trabajo de campo. El centro de mujeres artesanas expone a la venta prendas que tejen como chulos, medias de lana de alpaca, ponchos y aguayos.
- Rocas de vegetales fosilizados: Las rocas de vegetales fosilizados se ubican en una planicie a la base de unas laderas. Son particulares porque son las únicas rocas que en ese espacio surgen del suelo pareciendo columnas altas y angostas. Las poblaciones cuentan una leyenda que esas rocas, son una comparsa que tocaba música caminando hacia Llica para celebrar el Carnaval, que por el frío se quedó congelada y con el tiempo se volvieron rocas. Una expedición científica considera que son rocas de vegetales fosilizados que testimonian la presencia de un lago en los tiempos más remotos.
- Chullpares de Pukari: Las chullpas que se ubican cerca del centro poblado de Sejchiua se encuentran en un cerro de fácil acceso. Se presentan como pequeñas casa de piedra con las puertas que miran al oeste. Se han registrado especies de cactus que visten una ladera del cerro.
- Pukara de Pirarkollo: Como casi todas las pukaras, esta también se encuentra en la cima de un cerro el Pirarkollo, ofreciendo un mirador natural de la zona. Los restos de la pukara no están en buen estado, quedan restos de chullpas pero la mayoría se están perdiendo. El potencial natural-paisajístico de la zona es representado por el entorno y por las rocas que se encuentran en las alturas del cerro de la Pukara , tienen formas cuadradas.
- Uyuni K: El centro poblado de Uyuni K es uno de los mayores productores de eco tipos de quinua (4 son las variedades principales de la familia de Chenopodium Quinoa). Están trabajando para obtener la certificación de calidad de sus quinuas. La comunidad está organizada y sus productos se exportan al exterior. El centro poblado es pequeño con tradicionales casas del altiplano. Los eco tipos de quinua que se pueden encontrar en el lugar son la Quinua Blanca Real, la Quinua Phandela, La Quinua Toledo y la Quinua Pasankalla. El potencial de este pueblo en tema turístico, sería combinar su riqueza de la quinua y el “agroturismo” volviendo como atractivo turístico el trabajo en el campo y la elaboración de la quinua que realizan, y que se podría presentar bajo diferentes productos como en comida y platos típicos.
- Laguna Cotani y Cañadón Camacha: Antes de llegar a la Laguna se atraviesa en auto un cañadón seco con altas laderas hasta que se llega a la alguna donde el espacio se abre a un tólar hasta las orillas de la laguna. La vegetación es principalmente formada por tholares. La Laguna se caracteriza por la cantidad de avifauna que según la estación predominan algunas especies más que otras.
- Cañadon Sinalaco: Es un cañadón seco con diversas formaciones rocosas. El sitio es el típico hábitat de los gatos andinos y por eso se ha registrado huellas, heces y cadáveres de llamas. Además se han avistado vizcachas.
- Centro Poblado Canquella: El centro poblado de Canquella es un pequeño pueblo que conserva una iglesia de orígenes españoles, tiene un museo y tienda de artesanías locales para los visitantes. Es un sitio interesante por su auténtica arquitectura. Se han registrado especies de flora, principalmente cactus y entre las especies de fauna vizcachas y llamas.